# Кастельно-Монратьє-Сент-Алозі
Кастельно-Монратьє-Сент-Алозі (фр. Castelnau Montratier-Sainte Alauzie) — муніципалітет у Франції, у регіоні Окситанія, департамент Лот. Кастельно-Монратьє-Сент-Алозі утворено 1 січня 2017 року шляхом злиття муніципалітетів Кастельно-Монратьє i Сент-Алозі. Адміністративним центром муніципалітету є Кастельно-Монратьє. Населення — 1835 осіб (01.01.2021).